# Bank CIC (Schweiz)
Die Bank CIC (Schweiz) AG (bis 2007 Bank CIAL (Schweiz)) mit Sitz in Basel ist eine als Universalbank tätige Schweizer Auslandsbank.
Ihr Kerngeschäft umfasst das kommerzielle Bankgeschäft sowie die Vermögensverwaltung und die damit verbundenen Finanzdienstleistungen. Das Bankinstitut wurde 1909 gegründet und ist über die CIC eine Tochtergesellschaft der genossenschaftlich organisierten französischen Bankengruppe Crédit Mutuel, wo sie Teil des internationalen Private Bankings ist.
Die Bank beschäftigt über 430 Mitarbeitende und wies per Ende 2022 eine Bilanzsumme von 13,2 Milliarden Schweizer Franken aus. Neben ihrem Basler Sitz verfügt sie über Standorte in Fribourg, Genf, Lausanne, Lugano, Neuenburg, Sion und Zürich.

## Geschichte
Das Bankinstitut entstand 1909 als Basler Filiale der 1871 in Strassburg durch Banken aus der Schweiz und Frankreich gegründeten Banque d’Alsace et de Lorraine (BAL). 1919 zog die Bank von der Aeschenvorstadt an den Marktplatz, wo sich seither der Hauptsitz neben dem Rathaus befindet.
1931 fusionierten die BAL und die 1919 in Strassburg gegründete Société Alsacienne de Crédit Industriel et Commercial und firmieren fortan gemeinsam als Crédit Industriel d’Alsace et de Lorraine; kurz CIAL. 1971 wurde in Lausanne die zweite Filiale in der Schweiz eröffnet, der im Verlauf der Jahre sieben weitere folgten.
1984 wurde die Schweizer Filiale in eine Aktiengesellschaft nach Schweizer Recht unter dem Namen Bank CIAL (Schweiz) umgewandelt. Die Namensänderung in Bank CIC (Schweiz) AG erfolgte auf Anfang 2008.